# Meldrum (Band)
Meldrum ist eine multinationale Hard-Rock-Band, die 1999 von Michelle Meldrum gegründet wurde.

## Bandgeschichte
Michelle Meldrum zog nach ihrem Ausstieg bei Phantom Blue nach Schweden und heiratete dort John Norum. 1999 gründete sie zusammen mit Moa Holmsten (Gesang), Frida Ståhl (Bass) und Hasse Sjölander (Schlagzeug) die nach ihr benannte Band Meldrum. Sjölander stieg jedoch bereits 1999 wieder aus und wurde durch Frederik Haake ersetzt. Das erste Album Loaded Metal Cannon wurde bereits 2000 eingespielt, auf Grund von Problemen mit der Plattenfirma erst 2001 veröffentlicht. Brian Robertson, Marcel Jacob und Meldrums Ehemann John Norum sind auf dem Album als Gäste vertreten.
2005 tourten Meldrum ausgiebig durch Europa und die USA, unter anderem im Vorprogramm von Black Label Society und Motörhead. Bis 2007 fanden weitere Tourneen mit Sepultura, Danzig und Nashville Pussy statt. Das zweite Album  Blowin' Up the Machine erschien 2007 wieder mit prominenten Gästen. Diesmal waren Gene Hoglan, den Michelle Meldrum noch von ihrer ersten Band Wargod kannte, Linda McDonald (Ex-Phantom Blue) und Lemmy Kilmister auf dem Album vertreten. Hoglan entschloss sich der Band anzuschließen, des Weiteren wurden Michele Madden von den Tourettes als Sängerin und Laura Christine (von Warface) als Bassistin verpflichtet. 
Im Januar 2008 begannen die Arbeiten am nächsten Album. Am 21. Mai 2008 musste Michelle Meldrum ins Krankenhaus gebracht werden, wo sie noch am selben Tag verstarb. Die Zukunft der Band ist seit dem plötzlichen Tod der Namensgeberin ungewiss, man versucht aber noch das Album fertigzustellen und zu veröffentlichen.

## Diskografie
- Loaded Metal Cannon (2001)
- Blowin' Up the Machine (2007)